# Александровка (Аксайський район)
Александрівка — хутір в Аксайському районі Ростовської області в складі Мішкинського сільського поселення.
Населення — 1349 осіб (2010 рік).

## Географія
Хутір Александрівка розташоване на правому березі Аксая за 15 км на північний схід від міста Аксай. Відстань до адміністративного центру поселення Мішкинської станиці — 6 кілометрів

### Вулиці
| - вул. 1 Травня, - вул. Азовська, - вул. Аксайська, - вул. Братська, - вул. Східна, - вул. Гагаріна, - вул. Гірська, - вул. Донська, | - вул. Західна, - вул. Колгоспна, - вул. Комуністична, - вул. Молодіжна, - вул. Робоча, - вул. Степова, - вул. Студентська. |

## Історія
Хутір Александрівка засновано 1864 року, коли почалося регулярне сполучення залізницею «Александрівка—Грушевська—Новочеркаськ», протяжністю 66 верст.
Станом на 2016 року чисельність населення хутора Олександрівка складає 1413 осіб, з них 770 чоловіків й 643 жінок. Ступінь газифікації становить 75 %. На території хутора 1 фельдшерсько-акушерський пункт. Працює 1 дошкільний освітній заклад. Функціонує 1 будинок культури, 1 бібліотека та 1 спортивний зал.

## Археологія
- Поселення Вишневе — археологічна пам'ятка за 4,5 кілометрів на північний захід від хутора[3].
- Курганний могильник «Камишевський-1» — археологічна пам'ятка за 4,5 кілометрів на північний захід від хутора[4].
- Поселення «Александрівка» — археологічна пам'ятка, що датується I—III сторіччями. Розташована за 0,8 кілометрів на південний захід від хутора[5].
- Курганний могильник «Аглицький-4» — археологічна пам'ятка за 1,2 кілометрів на південний захід від хутора[6].
- Курганний могильник «Аглицький-3» — археологічна пам'ятка, територія якої починається за 0, 5 кілометрів на захід від хутора[7].
- Курганний могильник «Куций-1» — археологічна пам'ятка за 2,5 кілометрів на північний захід від хутора Олександрівка[8].

## Транспорт
На хуторі розташована залізнична станція Александрівка Північно-Кавказької залізниці.
Автобусне сполучення представлено 3-ма маршрутами:
- Маршрутне таксі № 515 «Новочеркаськ — Аксай».
- Маршрутне таксі № 512 «Новочеркаськ — Ростов»
- Маршрутне таксі № 236 «Станиця Мішкинська — Ростов-на-Дону».

## Пам'ятка історії
Біля хутора Александрівка розташовані місце боїв з німецьким військом — на південно-західній околиці хутора.